# Minus One
Minus One és un grup de rock xipriota format l'any 2009. Va començar la seva carrera versionant altres grups. És coneguda, però, per haver representat Xipre al Festival d'Eurovisió l'any 2015 amb la cançó "Shine" (en català, brilla) amb la qual van aconseguir el tercer lloc a la final. Tanmateix, el grup s'hi va tornar a presentar l'any 2016 amb la cançó "Alter Ego". El grup està compost pel vocalista François Micheletto, el guitarrista Harrys Pari, el guitarrista i vocalista Constantinos Amerikanos, el baixista Antonis Loizides i el bateria Christopher. El mateix any 2016 van aventurar-se a França presentant-se a la versió francesa del tele-xou musical The Voice. El cèlebre i consolidat cantant francès Florent Pagny, jurat a la versió francesa de The Voice, va triar el grup en el concurs, capitanejant-lo per les proves eliminatòries.